# Anorthodisca
Anorthodisca is een geslacht van vlinders van de familie Uraniavlinders (Uraniidae), uit de onderfamilie Epipleminae.

## Soorten
- A. albimacula Dognin, 1911
- A. caesia Dognin, 1911
- A. florelineata Dognin, 1912